# سوبك حتب (أمين الخزانة)
سوبك حتب كان أمين الخزانة في مصر القديمة تحت حكم الملك سنوسرت الأول ، حوالي عام 1950 قبل الميلاد. كان من يحمل منصب أمين الخزانة من كبار المسؤولين في الديوان الملكي ، وكان مسؤولاً عن تزويد القصر بجميع أنواع السلع. سوبك حتب مصدق عليه فقط في نقش صخري في حات نوب في مصر الوسطى محفور من المرمر. يعود تاريخ النقش إلى عام 22 من عهد سنوسرت الأول. يحمل سوبك حوتب أيضا لقب حامل أختام الملك. وربما كان خليفته في منصب منتوحتب . 